# Galusha A. Grow

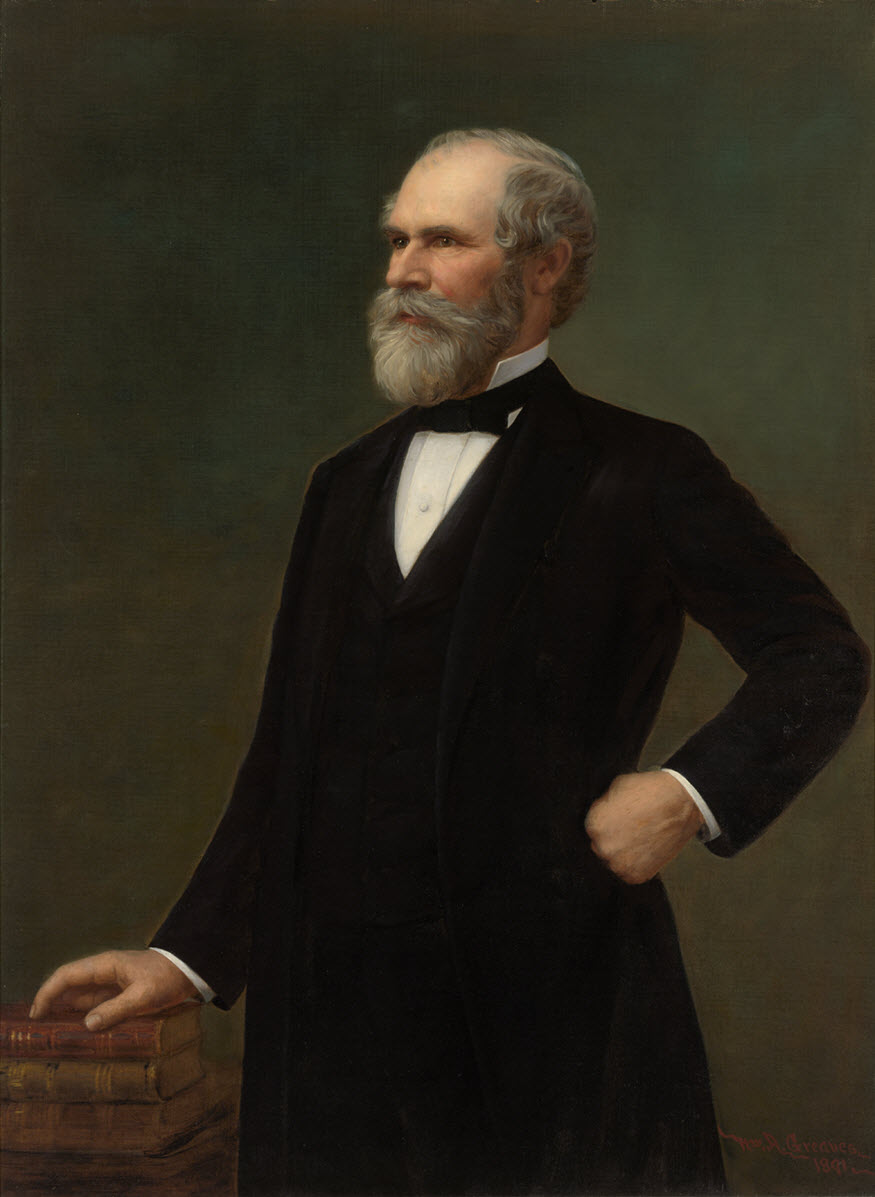
Galusha A. Grow (Offizielles Porträt)

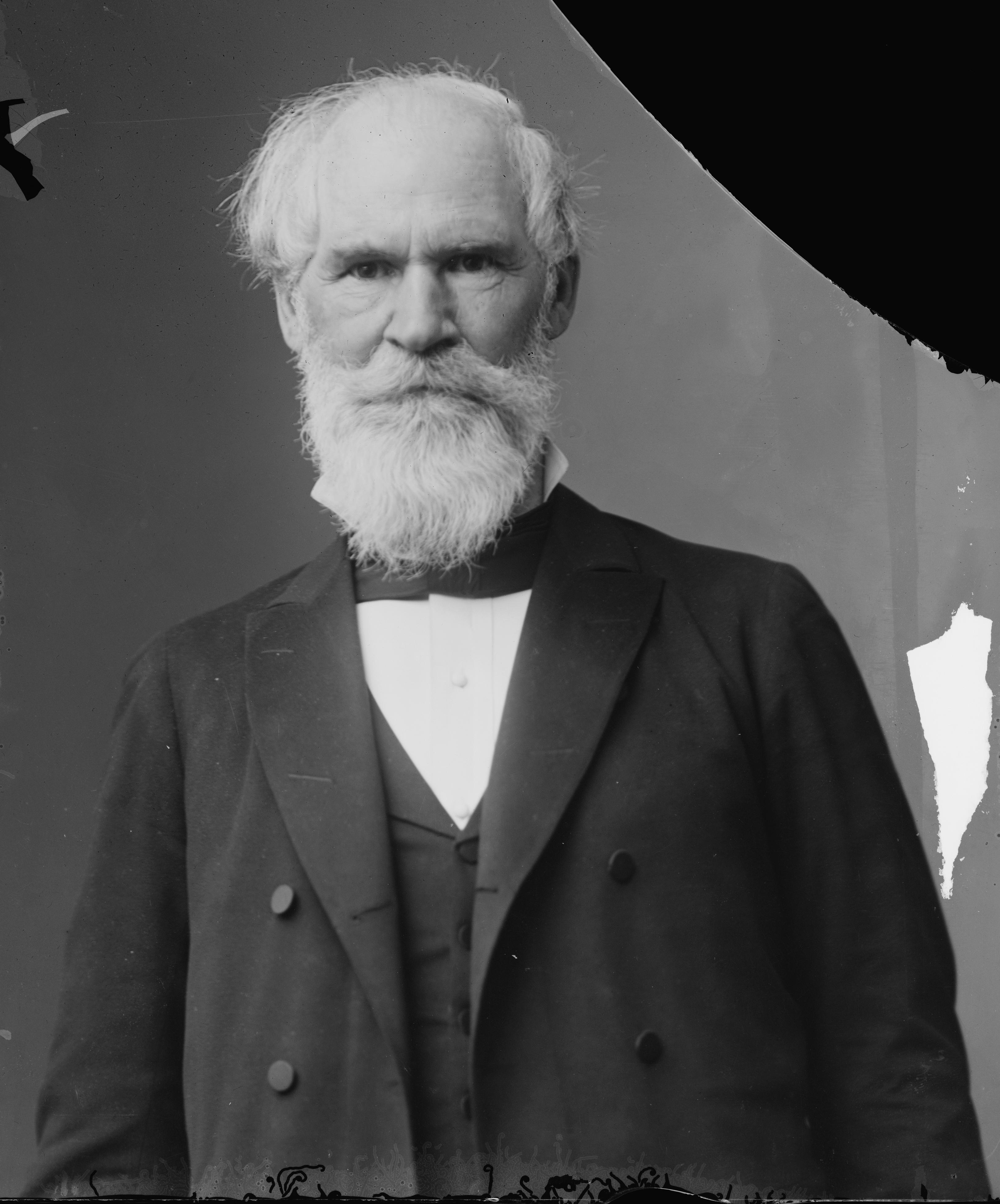
Galusha A. Grow

Galusha Aaron Grow (* 31. August 1823 in Ashford, Windham County, Connecticut; † 31. März 1907 in Glenwood, Scranton, Pennsylvania) war ein US-amerikanischer Politiker der Demokratischen Partei bzw. seit 1857 der Republikanischen Partei, 1851 bis 1863 sowie 1894 bis 1903 Mitglied des US-Repräsentantenhauses und zwischen Juli 1861 und März 1863 auch Sprecher des Repräsentantenhauses.

## Biografie
Im Mai 1834 ließ sich die Familie von Grow in Glenwood im Susquehanna County in Pennsylvania nieder. Dort besuchte er neben der Allgemeinen Schule (Common School) die Franklin Academy. Nach dem Abschluss des Amherst College studierte er zwischen 1844 und 1847 Rechtswissenschaften und wurde 1847 als Rechtsanwalt im Susquehanna County zugelassen.
Seine politische Laufbahn begann er als Kandidat der Demokraten mit der Wahl ins US-Repräsentantenhaus, dem er vom 4. März 1851 bis zum 3. März 1863 angehörte. Zwischen 1855 und 1857 war er Vorsitzender des Ausschusses für die Territorien (House Committee on Territories). 1857 wechselte er von den Demokraten zu den Republikanern und war deren Kandidat für das Amt des Sprechers des Repräsentantenhauses. Dabei unterlag er jedoch dem Demokraten James Lawrence Orr. Später war er von 1859 bis 1861 erneut Vorsitzender des Ausschusses für die Territorien und wurde nach dem Beginn des Sezessionskrieges schließlich am 4. Juli 1861 und somit rund vier Monate nach dem üblichen Beginn der Kongresssession am 3. März zum Sprecher des Repräsentantenhauses gewählt.
Nach seinem Ausscheiden aus dem Repräsentantenhaus war er wiederum als Rechtsanwalt tätig. Danach war er von 1871 bis 1876 Präsident der Houston & Great Northern Railroad Co. of Texas, ehe er nach Pennsylvania zurückkehrte, wo er ein Unternehmen für den Vertrieb von Bauholz, Erdöl und Weichkohle betrieb. Daneben blieb er weiterhin politisch engagiert und war sowohl 1864 als auch 1884 und 1892 Delegierter der Republican National Conventions zur Aufstellung der Präsidentschaftskandidaten seiner Partei.
Nach dem Tode von William Lilly, einem Kongressabgeordneten aus Pennsylvania, am 1. Dezember 1893 wurde Grow als dessen Nachfolger erneut in das US-Repräsentantenhaus gewählt und gehört diesem nach mehreren Wiederwahlen vom 26. Februar 1894 bis zum 3. März 1903 an. In dieser Zeit war er von 1895 bis 1903 auch Vorsitzender des Bildungsausschusses (House Committee on Education). 1902 erklärte er den Verzicht auf eine erneute Kandidatur bei den kommenden Wahlen zum 58. US-Kongress.
Nach seinem Tode wurde Galusha A. Grow auf dem Harford Cemetery in Harford (Pennsylvania) beigesetzt.